# Municipio de Welch (Minnesota)
El municipio de Welch (en inglés, Welch Township) es un municipio del condado de Goodhue, Minnesota, Estados Unidos. Tiene una población estimada, a mediados de 2023, de 847 habitantes.

## Geografía
Está ubicado en las coordenadas 44°36′53″N 92°43′54″O / 44.61472, -92.73167. Según la Oficina del Censo, tiene una superficie total de 110.7 km², de los cuales 101.2 km² corresponden a tierra firme y 9.5 km² están cubiertos de agua.

## Demografía
Según el censo de 2020, en ese momento había 854 personas residiendo en la zona. La densidad de población era de 8.4 hab./km². El 75.9 % de los habitantes eran blancos, el 17.1 % eran amerindios, el 0.2 % eran afroamericanos, el 0.6 % eran asiáticos, el 0.1 % era isleño del Pacífico, el 1.1 % eran de otras razas y el 5.0 % eran de una mezcla de razas. Del total de la población, el 5.0 % eran hispanos o latinos de cualquier raza.